# Stadio Giovanni Paolo II (Nardò)
Lo stadio comunale Giovanni Paolo II è un impianto sportivo di Nardò in Puglia.
Il campo di gioco è 105 x 65 metri, mentre i posti a sedere sono 5.000.
Lo stadio fu costruito tra il 1957 e il 1960 con il nome di stadio Granata. Fece da sfondo al Grande Nardò degli anni '60 e '70 che conquistò la Serie C. Fu ammodernato nel 1998 e prese il nome di stadio comunale; la capienza salì agli attuali 5.000 posti. Negli ultimi anni è stato molto frequentato dai tifosi per via della promozione della squadra in Serie D.
Infine dopo la morte del pontefice Giovanni Paolo II, la città di Nardò ha voluto dedicargli l'impianto sportivo.

## Settori stadio
- Tribuna centrale (3.500 posti)
- Gradinata (1000 posti, settore ospiti)
- Curva Sud (500 posti)

## Concerti
Il 27 luglio 2019 la struttura ha ospitato un concerto del cantante Irama.